# Magic Light

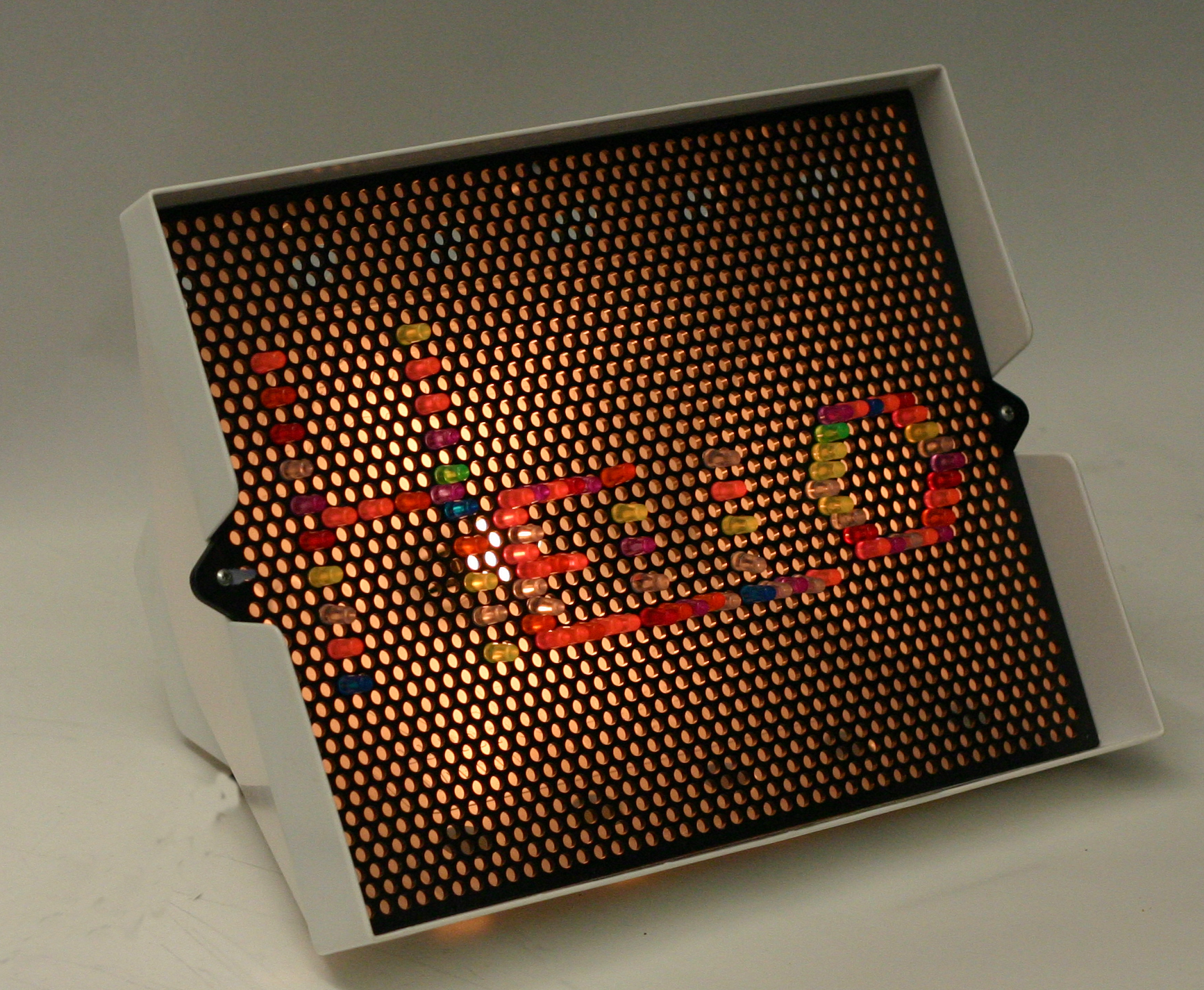
Exemple d'utilisation du Lite-Brite

Magic Light ou Magic Light : Tableau lumineux magique est un jouet commercialisé en Europe par MB en 1989 et aux États-Unis par Hasbro sous le nom Lite-Brite dès 1967,.

## Principe
Le tableau lumineux est constitué d'une boîte éclairée à l'intérieur, une des faces est couverte de papier noir à travers lequel on insère des chevilles de plastique de couleur transparente, qui ensemble créent le dessin. 